# Luis Isidoro Ibarra
Luis Isidoro Ibarra Bocanegra fue un político peruano.
Nació en Jauja en 1853, hijo de José Jacinto Ibarra y María Fani Bocanegra Landázuri. Se casó con Matilde Saavedra.
Ante la declaratoria de guerra de Chile a Perú, se incorporó en el Batallón Jauja de la guardia nacional con el grado de teniente. En mayo de 1881 forma parte del ejército del centro como secretario de Andrés A. Cáceres. Fue ascendido a coronel el 10 de marzo de 1882 luego del primer combate de Pucará y del encuentro de Acuchimay. Luego de la guerra fue agregado a la Inspección General del Ejército y comisario del cuartel primero de Lima.
Luego de la guerra, se inició su trayectoria política. En 1886 fue elegido diputado suplente por la provincia de Jauja junto a Julio C. de Castañeda y Bernardino Salazar que habían sido elegidos como diputados titulares por esa provincia. En 1889 fue elegido como diputado titular por la misma provincia siendo reelecto en 1892. y manteniéndose en el cargo hasta 1894. Luego de un retiro de la vida política, fue elegido nuevamente por la provincia de Jauja en 1901.
Falleció en su domicilio en Lima, ubicado en la Plaza Bolívar el 2 de julio de 1922.